# ジャボン・フランシス
ジャボン・フランシス（Javon Francis、1994年12月14日 ‐ ）は、ジャマイカ・キングストン出身の陸上競技選手。専門は短距離走の400m。自己ベストはジャマイカ歴代5位タイの44秒50。2016年リオデジャネイロオリンピック男子4×400mリレーの銀メダリストである。

## 経歴
小学生の時に陸上競技を始めたが、当初は100mに取り組んでいた。

### 2011年
3-4月のチャンプス (en) （10-19歳が対象のジャマイカの全国学校対抗陸上競技大会）・クラス2男子400m決勝で48秒83の2位に入った。

### 2012年
3月のチャンプス・クラス1男子400m決勝を47秒58で制した。
7月の世界ジュニア選手権で世界大会デビューを果たした。男子400mは予選を46秒31、準決勝を46秒06と、両ラウンドを自己ベスト（当時）で突破するも（大会前の自己ベストは47秒16）、決勝は47秒57とタイムを落として9位に終わった。2走を務めた男子4×400mリレーでは3分07秒31の5位に貢献した。

### 2013年
3月のチャンプス・クラス1男子400m決勝を46秒21で制して連覇を達成した。クラス1男子200m決勝では20秒82（+0.9）の3位に入った。
6月のジャマイカ選手権男子400m決勝においてジャマイカジュニア歴代2位（当時）の記録となる45秒24をマーク。1995年にダヴィアン・クラークがマークしたジャマイカジュニア記録（当時）に0秒03差と迫るタイムで2位に入り、モスクワ世界選手権代表の座を掴んだ。
8月のモスクワ世界選手権に出場し、18歳の若さでシニアの世界大会デビューを果たした。男子400mは予選を自己ベスト（当時45秒24）に迫る45秒37の組2着で突破するも、決勝は45秒62とタイムを落とし組5着（全体15位）で敗退した。4走を務めた男子4×400mリレー決勝では5番手でバトンを受け取り、バックストレートで一気に加速して2位まで浮上すると、ホームストレートで3位のロシアに追い上げられたものの2分59秒88でフィニッシュ（ロシアと0秒02差）。決勝の選手の中で最速となる44秒05のラップを刻み、この種目では2003年パリ大会以来となる銀メダル獲得に貢献した。

### 2014年
3月のチャンプス・クラス1男子400m決勝において45秒00の大会記録（当時）を樹立。2003年にウサイン・ボルトがマークした45秒35を11年ぶりに更新して3連覇を達成した。しかし、その後のクラス1男子200m決勝で負傷したため（結果は24秒32の7位）、残りのシーズンを棒に振った（復帰レースは2015年2月）。
7月にプーマとプロ契約を結んだ。

### 2015年
怪我のため昨年は出場できなかった5月の世界リレーに初出場を果たすと、男子4×400mリレーで4走を務め、予選は44秒01のラップを刻んでチームを5位から2位に引き上げた。翌日の決勝では6番手でバトンを受け取り44秒00のラップを刻むも、3分00秒23の4位に終わりメダルを逃した。
5月9日のジャマイカ国際招待男子400mにおいて自身初の44秒台となる44秒90をマークした。
6月13日のJAAA All Comers Meet男子400mにおいてジャマイカ歴代3位（当時）の記録となる44秒50をマーク。ジャーメイン・ゴンザレスが持つジャマイカ記録（当時）に0秒10差と迫った。同月28日にはジャマイカ選手権男子400m決勝を44秒70で制し、シニアの全国タイトルを初めて獲得した。しかし、このレースで股関節を負傷し、3-4週間トレーニングをすることができなかった。
8月の北京世界選手権に出場すると、ジャマイカチャンピオンとして臨んだ男子400mは予選を44秒83の組2着で突破。2大会連続で進んだ準決勝は予選のタイムを縮める44秒77をマークするも組4着（全体12位）で敗退した。4走を務めた男子4×400mリレー決勝では5-6番手でバトンを受け取ると、2年前の再現とばかりにバックストレートで一気に加速して1位に躍り出た。しかし、ホームストレートでアメリカとトリニダード・トバゴに抜かれると、最後はイギリスとの銅メダル争いに0秒004差で敗れ（2分58秒51の同タイム着差あり）、出場選手の中で最速となる43秒52のラップを刻んだもののメダルを逃した。

### 2016年
7月のジャマイカ選手権（リオデジャネイロオリンピック代表選考会）男子400m決勝を44秒95で制し、連覇を達成するとともにオリンピック代表の座を掴んだ。
8月のリオデジャネイロオリンピックに出場すると、男子400m予選を45秒88の組3着で突破し、オリンピック初出場ながら準決勝まで進出した。しかし、この種目でジャマイカ勢12年ぶりの決勝進出がかかった準決勝は、同組に2012年ロンドン大会のメダリスト3人とラショーン・メリットが混在し、更に1レーンからのスタートという厳しい条件の下、44秒96の組5着（全体12位）で敗退した。4走を務めた男子4×400mリレーは予選1組目に登場すると、4着までが3分を切るというオリンピック史上初のハイレベルな組を1着（2分58秒29）で突破。迎えた決勝では3-4番手でバトンを受け取ると、残り150mから加速。バハマとボツワナを抜いて2分58秒16の2位でフィニッシュし（ラップは43秒78）、この種目では2000年シドニー大会以来となる銀メダル獲得に貢献した。閉会式ではジャマイカ選手団の旗手を務めた。

### 2017年
ロンドン世界選手権ジャマイカ代表の座と大会3連覇がかかった6月のジャマイカ選手権男子400mだったが、4月の世界リレーで痛めたハムストリングスの影響で欠場した。

## 人物
主な愛称はドンキーマン（Donkey Man）。ウサイン・ボルトの記録を破ったことからベイビーボルト（Baby Bolt）とも呼ばれた。

## 自己ベスト
記録欄の（　）内の数字は風速（m/s）で、+は追い風、-は向かい風を意味する。
| 種目  | 記録         | 年月日        | 場所         | 備考                  |
| 屋外  | 屋外         | 屋外          | 屋外         | 屋外                  |
| ----- | ------------ | ------------- | ------------ | --------------------- |
| 200m  | 20秒52 (NWI) | 2018年1月27日 | キングストン |                       |
| 400m  | 44秒50       | 2015年6月13日 | キングストン | ジャマイカ歴代5位タイ |
| 800m  | 1分54秒08    | 2017年1月21日 | キングストン |                       |
| 400mH | 54秒03       | 2012年3月28日 | キングストン |                       |
| 室内  |              |               |              |                       |
| 400m  | 45秒97       | 2018年2月9日  | ラボック     |                       |

## 主要大会成績
備考欄の記録は当時のもの
| 年   | 大会                          | 場所             | 種目    | 結果   | 記録            | 備考                     |
| ---- | ----------------------------- | ---------------- | ------- | ------ | --------------- | ------------------------ |
| 2012 | カリフタゲームズ (en) (U20)   | ハミルトン       | 400m    | 8位    | 53秒29          |                          |
| 2012 | カリフタゲームズ (en) (U20)   | ハミルトン       | 4x400mR | 3位    | 3分12秒48 (1走) |                          |
| 2012 | 中米カリブジュニア選手権 (en) | サンサルバドル   | 4x400mR | 優勝   | 3分08秒94 (2走) |                          |
| 2012 | 世界ジュニア選手権            | バルセロナ       | 400m    | 9位    | 47秒57          | 準決勝46秒06：自己ベスト |
| 2012 | 世界ジュニア選手権            | バルセロナ       | 4x400mR | 5位    | 3分07秒31 (2走) |                          |
| 2013 | カリフタゲームズ (en) (U20)   | ナッソー         | 400m    | 2位    | 46秒00          |                          |
| 2013 | カリフタゲームズ (en) (U20)   | ナッソー         | 400mH   | 7位    | 1分04秒53       |                          |
| 2013 | カリフタゲームズ (en) (U20)   | ナッソー         | 4x400mR | 優勝   | 3分05秒68 (4走) | 大会記録                 |
| 2013 | 世界選手権                    | モスクワ         | 400m    | 準決勝 | 45秒62          |                          |
| 2013 | 世界選手権                    | モスクワ         | 4x400mR | 2位    | 2分59秒88 (4走) |                          |
| 2015 | 世界リレー (en)               | ナッソー         | 4x400mR | 4位    | 3分00秒23 (4走) |                          |
| 2015 | 世界選手権                    | 北京             | 400m    | 準決勝 | 44秒77          |                          |
| 2015 | 世界選手権                    | 北京             | 4x400mR | 4位    | 2分58秒51 (4走) |                          |
| 2016 | オリンピック                  | リオデジャネイロ | 400m    | 準決勝 | 44秒96          |                          |
| 2016 | オリンピック                  | リオデジャネイロ | 4x400mR | 2位    | 2分58秒16 (4走) |                          |
| 2017 | 世界リレー (en)               | ナッソー         | 4x400mR | 予選   | 3分03秒52 (2走) | 決勝進出                 |
| 2018 | 世界室内選手権                | バーミンガム     | 400m    | 準決勝 | 46秒73          |                          |
| 2018 | 英連邦競技大会 (en)           | ゴールドコースト | 400m    | 3位    | 45秒11          |                          |
| 2018 | 英連邦競技大会 (en)           | ゴールドコースト | 4x400mR | 3位    | 3分01秒97 (4走) |                          |